# Japón en los Juegos Paralímpicos de Lillehammer 1994
Japón estuvo representado en los Juegos Paralímpicos de Lillehammer 1994 por un total de 26 deportistas, 19 hombres y siete mujeres.

## Medallistas
El equipo paralímpico japonés obtuvo las siguientes medallas:
| Nombre             | Deporte      | Evento                         |
| ------------------ | ------------ | ------------------------------ |
| Oro                |              |                                |
| —                  |              |                                |
| Plata              |              |                                |
| Ryuei Shinohe      | Esquí alpino | Eslalon LWXI masculino         |
| Ryuei Shinohe      | Esquí alpino | Eslalon gigante LWXI masculino |
| Takashi Kurosu     | Esquí alpino | Eslalon gigante LWX masculino  |
| Bronce             |              |                                |
| Takashi Kurosu     | Esquí alpino | Descenso LWX masculino         |
| Takashi Kurosu     | Esquí alpino | Eslalon LWX masculino          |
| Toshihiko Takamura | Esquí alpino | Eslalon LWXII masculino        |